# Vláda národní jednoty
Vláda národní jednoty je široká koaliční vláda, sestávající ze všech či většiny politických stran zastoupených v zákonodárném sboru, ustavovaná obvykle v důsledku mimořádné události, jako je třeba období války či národní krize.
V průběhu válečných konfliktů existovala vláda národní jednoty například ve Spojených státech (během americké občanské války), Lucembursku (během první světové války), v Izraeli (během šestidenní války) či v Chorvatsku (během chorvatské války za nezávislost).